# 168531 Joshuakammer
168531 Joshuakammer este o planetă minoră (asteroid) din Inner Main Belt⁠(d). A fost descoperită pe 10 noiembrie 1999 la Observatorul Național Kitt Peak de Marc Buie⁠(d). 
Obiectul prezintă o orbită caracterizată de o semiaxă mare de 1,9279766990934 UAi, o excentricitate de 0,082204160974954, o înclinație de 23,522216031808 ° în raport cu ecliptica.